# Kraljevina Engleska
Kraljevina Engleska (eng. Kingdom of England) ime je države, koja je postojala od 927. do 1707. godine. Na svom vrhuncu Kraljevina Engleska je pod svojom vlašću držala dvije trećine Britanije - područje koje odgovara teritoriju današnje Engleske i Walesa - kao i susjednih otoka, ne računajući manje prekomorske posjede i kolonije uspostavljene tijekom 16. i stoljeća.
Kraljevina Engleska svoje porijeklo ima od država koje su tijekom Velike seobe naroda u 5. stoljeću počeli osnivati germanski doseljenici u Britaniju, među kojima su se najviše isticali Saksonci, Juti i Angli, a koji će kasnije biti poznati pod zajedničkim imenom Anglosasi, odnosno preci današnjih Engleza. Među tim državama (kasnije poznatim kao Heptarhija) je do kraja 9. stoljeća najviše ojačao Wessex, čiji će vladari otpočeti proces ujedinjenja, dovršen 927. godine pod kraljem Ethelstanom Sjajnim. 
Godine 1066. Englesku su osvojili Normani čiji se vođa, vojvoda Vilim I. Osvajač proglasio novim engleskim kraljem, ali i započeo nova osvajanja, koja su do 1283. pod vlast Kraljevine Engleske podvrgle susjedni Wales (koji je zadržao određenu autonomiju, prvenstveno u pravnim pitanjima, sve do 16.stoljeća). Na sjeveru je, pak uspostavljena granica s Kraljevinom Škotskom.
Za vladavine Jakova I., 1603. je nastala personalna unija između Engleske i Škotske koja će se održati sljedeće stoljeće, uz kraći prekid izazvan revolucijom i uspostavom republikanskog Commonwealtha pod Cromwellom.
Parlament Kraljevine Engleske i Parlament Kraljevine Škotske su 1707. izglasali Zakon o Uniji kojim su te dvije, dotada zasebne države, spojene u unitarnu državu pod imenom Kraljevine Velike Britanije.